# Bournemouth (borough)
Bournemouth – dystrykt (unitary authority) w hrabstwie ceremonialnym Dorset w Anglii. W 2011 roku dystrykt liczył 183 491 mieszkańców.
Dystrykt funkcjonował do 1 kwietnia 2019 roku, kiedy to w wyniku połączenia z sąsiednimi Poole i Christchurch utworzony został nowy dystrykt – Bournemouth, Christchurch and Poole.

## Miasta
- Bournemouth[4].

## Civil parishes
- Holdenhurst Village[5].

## Inne miejscowości
- Boscombe East, Boscombe West, Central, East Cliff and Springbourne, East Southbourne and Tuckton, Kinson North, Kinson South, Littledown and Iford, Moordown, Queen’s Park, Redhill and Northbourne, Strouden Park, Talbot and Branksome Woods, Throop and Muscliff, Wallisdown and Winton West, Westbourne and West Cliff, West Southbourne i Winton East[6].